# جایزه بزرگ آلمان ۱۹۵۱
جایزه بزرگ آلمان ۱۹۵۱ (انگلیسی: ‎1951 German Grand Prix‎) یک مسابقهٔ موتوری در رشتهٔ اتومبیل‌رانی فرمول یک بود که در تاریخ ۲۹ ژوئیه ۱۹۵۱ در نوربورگ‌رینگ واقع در نوربورگ، آلمان برگزار شد. این گراند پری در میان ۸ گراند پری در فصل ۱۹۵۱، مسابقهٔ شمارهٔ ۶ بود.
در این مسابقه که در ۲۰ دور و به مسافت ۴۵۶٫۲۰ کیلومتر (۲۸۳٫۴۷۰ مایل) برگزار شد، پول پوزیشن توسط آلبرتو اسکاری کسب شد و سریع‌ترین زمان برای طی یک دور پیست که برابر با ۹:۵۵٫۸ بود نیز توسط خوان مانوئل فانخیو به ثبت رسید.
آلبرتو اسکاری از تیم فراری، خوان مانوئل فانخیو از تیم آلفا رومئو و خوزه فریلان گونزالز از تیم فراری به‌ترتیب مقام‌های اول تا سوم مسابقه را کسب کردند.

## رده‌بندی قهرمانی پس از مسابقه
| رده‌بندی قهرمانی رانندگان \| \| جایگاه \| راننده \| امتیاز \| \| -------- \| ------ \| ------------------- \| ------- \| \| \| ۱ \| خوان مانوئل فانخیو \| ۲۷ (۲۸) \| \| ۴ \| ۲ \| آلبرتو اسکاری \| ۱۷ \| \| ۱ \| ۳ \| خوزه فریلان گونزالز \| ۱۵ \| \| ۲ \| ۴ \| نینو فارینا \| ۱۵ \| \| ۲ \| ۵ \| لوییجی ویلورزی \| ۱۵ \| \| منبع:[۱] \| \| \| \| |        |                     |         |
| | جایگاه | راننده              | امتیاز  |
| | ۱      | خوان مانوئل فانخیو  | ۲۷ (۲۸) |
| ۴ | ۲      | آلبرتو اسکاری       | ۱۷      |
| ۱ | ۳      | خوزه فریلان گونزالز | ۱۵      |
| ۲ | ۴      | نینو فارینا         | ۱۵      |
| ۲ | ۵      | لوییجی ویلورزی      | ۱۵      |
| منبع: |        |                     |         |

یادداشت
- تنها پنج جایگاه نخست از هر رده‌بندی نمایش داده شده‌است.